# 傑·赫夫
詹姆斯·马修·赫夫（英語：James Matthew Huff，1997年8月25日—），通称杰·赫夫（英語：Jay Huff）。是一名美国篮球运动员，司職中鋒。他曾在大学篮球联赛中效力于弗吉尼亚骑士队男子篮球队。現效力於NBA印第安納溜馬。

## 高中生涯
赫夫的高中时期是北卡罗来纳州达勒姆的航海家学会的四年校队队员，校队的主教练迈克是自己的父亲。2016年1月21日，他作为一名高年级学生带领自己的球队获得了1A级州冠军，在决赛中录得14分、14个篮板和10个盖帽的两双后成为了学校的最有价值选手。他在本赛季结束时平均每场比赛得到16.3分、10.1个篮板和5.5次助攻。赫夫作为四星新兵曾承诺要为弗吉尼亚骑士队男子篮球队打篮球。

## 大学生涯
赫夫以提升自身的体力为由在大学一年级时就休学。在大一赛季开始时，赫夫平均每场比赛得到3.4分和1.9个篮板。2018年4月4日，在大一赛季结束之后，赫夫宣布自己在接受盂唇手术后将退出赛季三到四个月。他在大二赛季时的全国冠军赛中平均每场9.3分钟得到4.4分和2.1个篮板。2020年1月18日，赫夫所在的球队以63-58的得分赢得佐治亚理工学院队，在此次比赛中，赫夫共得到17分和6个盖帽。
2月29日，赫夫所在的球队以52-50赢得杜克大学队的比赛当中取得15分、10个盖帽和9个篮板。他与前辈拉尔夫·桑普森一起成为该赛事历史上唯一在一场比赛中至少有10次盖帽的球员。赫夫在大三赛季平均每场比赛中平均每场得到8.5分、6.2个篮板和2次封盖，这些都是他目前职业生涯当中的最佳纪录。在赛季结束之后，他宣布参加2020年NBA選秀。在对他自己的决定实现的可能性进行充分的评估之后，他宣布他将在2020年8月1日回归大学篮球联赛中的弗吉尼亚骑士队男子篮球队。
在2020-21赛季结束之后，赫夫宣布参加2021年NBA选秀。

## 职业生涯

### 洛杉矶湖人/南湾湖人（2021-2023年）
在2021年NBA选秀中未被选中后，赫夫加入华盛顿奇才并参加2021年NBA夏季联赛。2021年9月21日，他与奇才队签约，但在10月13日被弃约。
2021年10月18日，赫夫与洛杉矶湖人签订了一份双向合同。

### 華盛頓奇才（2023年）
2023年3月2日，赫夫與華盛頓奇才簽署了一份雙向合同。

## 生涯数据统计

### 大学联赛
| 賽季     | 球隊       | GP   | GS   | MPG  | FG%  | 3P%  | FT%  | RPG  | APG  | SPG  | BPG  | PPG  |
| -------- | ---------- | ---- | ---- | ---- | ---- | ---- | ---- | ---- | ---- | ---- | ---- | ---- |
| 2016–17  | 弗吉尼亚队 | 红衣 | 红衣 | 红衣 | 红衣 | 红衣 | 红衣 | 红衣 | 红衣 | 红衣 | 红衣 | 红衣 |
| 2017–18  | 弗吉尼亚队 | 12   | 0    | 8.8  | .680 | .286 | .625 | 1.9  | .3   | .1   | 1.2  | 3.4  |
| 2018–19  | 弗吉尼亚队 | 34   | 0    | 9.3  | .604 | .452 | .667 | 2.1  | .2   | .2   | .7   | 4.4  |
| 2019–20  | 弗吉尼亚队 | 30   | 18   | 25.0 | .571 | .358 | .540 | 6.2  | .8   | .4   | 2.0  | 8.5  |
| 2020–21  | 弗吉尼亚队 | 25   | 25   | 27.0 | .585 | .387 | .837 | 7.1  | 1.0  | .5   | 2.6  | 13.0 |
| 职业生涯 | 职业生涯   | 101  | 43   | 18.3 | .588 | .386 | .679 | 4.5  | .6   | .3   | 1.6  | 7.6  |